# Агоніст рецептора GLP-1
Агоністи рецепторів глюкагоноподібного пептиду-1 (GLP-1), також відомі як аналоги GLP-1, GLP-1DA або інкретиноміметики , є класом аноректичних препаратів, які знижують рівень цукру в крові та споживання енергії шляхом активації рецепторів GLP-1. Вони імітують дії ендогенного гормону GLP-1, який виділяється кишечником після їжі.
Агоністи GLP-1 спочатку були розроблені для лікування діабету 2-го типу. Стандарти медичної допомоги Американської діабетичної асоціації 2022 року рекомендують агоністи GLP-1 як терапію першої лінії при діабеті 2-го типу, особливо у пацієнтів з атеросклеротичними серцево-судинними захворюваннями або ожирінням. Також було відзначено, що ці препарати значно зменшують споживання їжі та вагу тіла, а деякі також були схвалені для лікування ожиріння за відсутності діабету. Вони також розробляються для інших показань, таких як неалкогольна жирова хвороба печінки, синдром полікістозних яєчників і розладів системи винагороди, такі як залежності.

## Механізм дії
Агоністи GLP-1 діють шляхом активації рецептора GLP-1. Вони уповільнюють спорожнення шлунка, пригнічують вивільнення глюкагону та стимулюють вироблення інсуліну, таким чином зменшуючи гіперглікемію у людей з діабетом 2-го типу . Вони також зменшують споживання їжі і, отже, вагу тіла, що робить їх ефективним засобом лікування ожиріння. Інший клас протидіабетичних препаратів, інгібітори DPP-4, діють шляхом зменшення розпаду ендогенного GLP-1 і, як правило, вважаються менш потужними, ніж агоністи GLP-1. Деякі з метаболічних ефектів агоністів GLP-1 у гризунів опосередковуються через посилений синтез фактора росту фібробластів 21 ( FGF21 ). Подвійні агоністи рецепторів GLP-1/FGF21 також були розроблені фармацевтичними компаніями. 

## Показання

### Цукровий діабет 2-го типу
Агоністи GLP-1 спочатку були розроблені для лікування діабету 2-го типу. Стандарти медичної допомоги при цукровому діабеті Американської діабетичної асоціації (ADA) 2022 року включають агоніст GLP-1 або інгібітор SGLT2 як фармакологічну терапію першого ряду при діабеті 2-го типу у пацієнтів, які мають або мають високий ризик розвитку атеросклеротичних серцево-судинних захворювань або серцевої недостатності. Вони також є препаратом першої лінії для людей із діабетом 2 типу та захворюваннями нирок. Обидва види ліків можна поєднувати з метформіном.   Однією з переваг агоністів GLP-1 перед старішими стимуляторами секреції інсуліну, такими як сульфонілсечовина або меглітиніди, є те, що вони мають менший ризик спричинення гіпоглікемії .  ADA також рекомендує використовувати агоністи GLP-1 замість початкового введення інсуліну людям з діабетом 2-го типу, які потребують додаткового контролю рівня глюкози, за винятком випадків катаболізму, гіперглікемії вище певного порогу або підозри на аутоімунний діабет. 
Мета-аналіз 2021 року виявив 12-відсоткове зниження смертності від усіх причин при використанні аналогів GLP-1 у лікуванні діабету 2-го типу, а також значне покращення серцево-судинних та ниркових наслідків. Мета-аналіз, який включав 13 досліджень серцево-судинних наслідків, виявив, що інгібітори SGLT-2 знижують ризик розвитку важких ускладень з боку серцево-судинної системи, особливо в суб’єктів із оцінюваною швидкістю клубочкової фільтрації (eGFR) нижче 60 мл/хв, тоді як агоністи рецептора GLP-1 були більш корисними для людей з вищою eGFR.  Подібним чином зниження ризику через інгібітори SGLT-2 було більшим у популяціях із вищою часткою альбумінурії, але цей зв’язок не спостерігався для агоністів рецепторів GLP-1. Це передбачає диференційоване використання двох класів речовин у пацієнтів із збереженою та зниженою функцією нирок або з діабетичною нефропатією та без неї відповідно.  Агоністи GLP-1 та інгібітори SGLT2 діють на зниження HbA1c за допомогою різних механізмів, і їх можна поєднувати для посилення ефекту. Також можливо, що вони забезпечують додатковий кардіопротекторний ефект. 
Агоністи GLP-1 не схвалені FDA для лікування діабету 1-го типу, але можуть використовуватися офф-лейбл (поза призначенням) на додаток до інсуліну, щоб допомогти пацієнтам з діабетом 1-го типу покращити масу тіла та контроль рівня глюкози. 

### Серцево-судинні захворювання
Агоністи GLP-1 продемонстрували кардіопротекторний ефект при застосуванні для лікування ожиріння. 
Австралійське мета-дослідження, опубліковане в The Lancet Diabetes & Endocrinology, виявило, що ризик серцево-судинної смерті, нефатального інфаркту та інсульту знизився на 14%. Смертність від усіх причин була на 13% нижчою серед пацієнтів, які приймали ці препарати. Дослідження охопило понад 85 000 пацієнтів, включаючи людей з діабетом 2 типу та без нього.

### Захворювання нирок
Австралійське мета-дослідження, опубліковане в The Lancet Diabetes & Endocrinology, виявило, що агоністи рецепторів GLP-1 знизили ризик ниркової недостатності на 16% та погіршення функції нирок на 22%. Загальне зниження ризику ниркової недостатності, погіршення функції нирок та смерті від захворювань нирок склало 19%. Дослідження охопило понад 85 000 пацієнтів, включаючи людей з діабетом 2 типу та без нього.

### Ожиріння
Агоністи GLP-1 рекомендуються як додаткова терапія до зміни способу життя (обмеження споживання калорій і фізичні вправи) у людей з ІМТ понад 30 або ІМТ понад 27 із принаймні одним супутнім захворюванням, пов’язаним із вагою. Хоча деякі агоністи GLP-1, такі як семаглутид, є більш ефективними, ніж інші препарати для схуднення, вони менш ефективні, ніж баріатрична хірургія. Ефект зниження ваги після агоністів GLP-1 походить від комбінації периферичних ефектів, а також через зміну активності в мозку. Аггоністи GLP-1 долають  гематоенцефалічний бар’єр безпосередньо активуючи центри насичення у вентромедіальному гіпоталамусі (Hariyanto, 2021).

### Неалкогольна жирова хвороба печінки
Агоністи GLP-1 вивчаються для лікування неалкогольної жирової хвороби печінки (НАЖХП). Згідно з систематичним оглядом 2023 року, вони принаймні такі ж ефективні, як препарати, які зараз використовуються, піоглітазон і вітамін Е, і значно зменшують стеатоз, балонний некроз, часточкове запалення та фіброз.  Станом на 2023 рік семаглутид перебуває у фазі III дослідження неалкогольного стеатогепатиту, більш важкої форми НАЖХП.

### Синдром полікістозних яєчників
Агоністи GLP-1 рекомендуються для лікування синдрому полікістозних яєчників окремо або в комбінації з метформіном . Комбінована терапія показала більшу ефективність у покращенні маси тіла, чутливості до інсуліну, гіперандрогенії та порушень менструального циклу.  Це використання є офф-лейбл (не включено в інструкцію).

### Депресія
Агоністи GLP-1 показали антидепресивну та нейропротекторну дію. Вони також можуть бути використані для лікування негативних метаболічних наслідків антипсихотичних засобів другого покоління, таких як ожиріння. 

### Порушення системи винагороди
Агоністи GLP-1 розробляються для лікування  залежності від психоактивних речовин, стану з невеликою кількістю варіантів фармакологічного втручання. Вони зменшують самостійне споживання наркотиків і алкоголю тваринами, хоча цей ефект не було доведено на людях. Механізм цього ефекту зниження залежності невідомий. Агоністи GLP-1 також досліджуються для лікування переїдання, яке є найпоширенішим розладом харчової поведінки.  

### Вплив на ризик онкологічних хвороб
У ретроспективному дослідженні вплив GLP-1 був пов’язаний із меншим ризиком конкретних типів раку, пов’язаного з ожирінням, порівняно з інсуліном або метформіном у пацієнтів з діабетом 2-го типу. Пацієнти, які приймали агоністи GLP-1, продемонстрували значне зниження ризику розвитку раку стравоходу, колоректального раку, раку ендометрія, жовчного міхура, нирок, печінки, яєчників і підшлункової залози, а також менінгіоми та множинної мієломи порівняно з людьми, які приймали інсулін. Однак було виявлено зростання ризику раку нирки у пацієнтів, які отримували лікування агоністами GLP-1 порівняно з тими, які лікувалися метформіном.

## Побічні ефекти
Найпоширенішими побічними ефектами агоністів GLP-1 є шлунково-кишкові. Ці побічні ефекти обмежують максимальну переносиму дозу і вимагають поступового підвищення дози.  Зазвичай повідомляють про нудоту, блювоту, діарею та запор. Нудота безпосередньо пов’язана з концентрацією агоніста GLP-1 у сироватці крові та спостерігається приблизно у трьох чвертей людей, які використовують агоністи GLP-1 короткої дії, але у меншої кількості тих, хто використовує агоністи тривалої дії. Реакції в місці ін’єкції також є поширеними, особливо на препарати короткої дії.
Випробування на людях і мета-аналіз не виявили зв’язку між препаратами та ризиком виникнення панкреатиту або раку підшлункової залози. Проте деякі повідомлення про випадки панкреатиту з’явилися в постмаркетингових звітах, і Американська асоціація клінічних ендокринологів рекомендує бути обережними людям з панкреатитом в анамнезі. При виникненні гострого панкреатиту рекомендується припинити прийом. Існує попередження FDA щодо ризику С-клітинних пухлин щитовидної залози, також ці препарати протипоказані, якщо в сімейному або особистому анамнезі є медулярний рак щитовидної залози або множинна ендокринна неоплазія типу 2a або 2b. У мишей тривале застосування агоністів GLP-1 стимулює секрецію кальцитоніну, що призводить до гіпертрофії С-клітин і підвищеного ризику раку щитовидної залози. Проте підвищення секреції кальцитоніну у людей не спостерігалося. 
Подібно до інсуліну, агоністи GLP-1 можуть спричиняти або загострювати ретинопатію, але вважається, що це опосередковано швидким падінням рівня глюкози, а не прямим ефектом. У деяких пацієнтів розвиваються антитіла до діючої речовини, які частіше спостерігаються при застосуванні ексенатиду (антитіла виявлялися у третини або більше пацієнтів), ніж при застосуванні інших агоністів GLP-1, і можуть знижувати ефективність лікарського засобу.  Агоністи GLP-1 підвищують ризик утворення каменів у жовчному міхурі, при їх використанні для швидкої втрати ваги.
Пацієнти, які приймають агоністи GLP-1, можуть мати підвищений ризик аспірації під час анестезії через затримку спорожнення шлунка, згідно з повідомленнями про випадки. У 2023 році Американське товариство анестезіологів запропонувало проводити прийом агоністів GLP-1 у день процедури/операції або за тиждень до неї. 
Станом на березень 2024 року суд у Пенсільванії розглядав 58 позовів про шкоду здоров'ю, пов’язану з парезом шлунка, кишковою непрохідністю та кишковою закупоркою або непрохідністю.
Дослідження, опубліковане в JAMA Pediatrics, показує, що препарати GLP-1 для зниження ваги не підвищують ризик самогубства або суїцидальних думок у дітей і підлітків, всупереч деяким попереднім занепокоєнням. Дослідження, яке включало понад 54 000 американських підлітків, показало зниження на 33% ризику суїцидальних думок і спроб серед тих, хто вживав наркотики, порівняно з тими, хто не вживав. Крім того, хоча підлітки, які приймали препарати GLP-1, відчували більше шлунково-кишкових симптомів, у них був менший ризик розвитку гострого панкреатиту порівняно з контрольною групою.  Аналогічне дослідження у дорослих виявило подібні результати для семаглутиду. 

## Методи використання
Нативний GLP-1 є пептидним гормоном з періодом напіврозпаду 2 хвилини, оскільки він швидко руйнується ферментом дипептидилпептидазою-4. У результаті різні агоністи GLP-1 модифікуються різними способами для продовження періоду напіврозпаду, що призводить до появи препаратів, які можна вводити кілька разів на день, щодня, щотижня або навіть рідше. Більшість синтетичних агоністів GLP-1 вводяться шляхом підшкірної ін’єкції, що є перешкодою для їх використання та причиною припинення лікування. Більшість препаратів, схвалених FDA США, продаються як комбіновані препарати. Самостійне введення ліків особливо важко для людей з проблемами зору або моторики, які часто зустрічаються у людей з діабетом 2-го типу.  Спроби розробити пероральний біодоступний агоніст GLP-1, або модифікований пептид, як у випадку перорального семаглутиду, або маломолекулярний препарат, призвели по появи низки препаратів-кандидатів на реєстрацію. Інші компанії випробували інгаляційне або трансдермальне введення.

## Вартість
Агоністи GLP-1 дорожчі, ніж інші препарати для лікування діабету 2-го типу. Дослідження порівнювало економічну ефективність агоністів GLP-1 з інсуліном тривалої дії у тайванських пацієнтів з діабетом 2-го типу. У пацієнтів із серцево-судинними захворюваннями агоністи GLP-1 заощадили гроші завдяки меншій кількості серцево-судинних ускладнень. У пацієнтів без серцево-судинних захворювань вартість року життя з покращеною якістю (QALY) становила 9093 долари. У Сполучених Штатах вартість є найвищою перешкодою для використання агоністів GLP-1 і, як повідомляється, є причиною 48,6% випадків припинення лікування серед американських пацієнтів. Згідно з іншим дослідженням, агоністи GLP-1 не є економічно ефективними при ожирінні у дітей у Сполучених Штатах. 

## Лікарські засоби, допущені на ринок
- ексенатид (торгові марки Byetta та Bydureon, виробництва AstraZeneca ), затверджений у 2005/2012 рр.
- ліраглутид (Victoza для діабету, Saxenda для ожиріння, виробництва Novo Nordisk ), схвалений у 2010 році [40]
- альбіглутид (Tanzeum, виробництва GSK ), схвалений у 2014 р. [41]
- дулаглутид (Trulicity, виробництва Eli Lilly ), схвалений у 2014 році [42]
- lixisenatide (Lyxumia в Європі, Adlyxin в США, виробництва Sanofi ), схвалений у 2016 р. [43]
- семаглутид (Ozempic і Rybelsus для діабету, Wegovy для ожиріння, виробництва Novo Nordisk), схвалений у 2017 р. [44]
- тирзепатид (подвійний агоніст GLP-1 і GIP; Mounjaro для діабету, Zepbound для ожиріння, виробництва Eli Lilly), схвалений у 2022 році [45]

## Комбіновані та багатоцільові препарати
Деякі агоністи GLP-1, такі як тирзепатид, також є агоністами рецептора GIP, рецептора глюкагону та/або рецептора аміліну. Вважається, що вплив на додаткові молекули-мішені збільшить втрату ваги.  Поєднання з агонізмом щодо глюкагону, ймовірно, зробить препарати більш ефективними для втрати ваги ціною додаткового ризику та нижчого терапевтичного індексу.
Експериментальна комбінація агоніста GLP-1 та антагоніста GIP (марідебарт кафраглутид) також демонструє клінічну дієвість у пацієнтів з цукровим діабетом та/або ожирінням.
Агоністи GLP-1 доступні як комбіновані з інсуліном лікарські засоби для лікування діабету 2-го типу, хоча незрозуміло, чи дають ці комбіновані формули перевагу над використанням інсуліну та агоністів GLP-1 окремо.  Експериментальна формула кагрілінтид/семаглутид поєднує семаглутид із подвійним агоністом рецепторів аміліну та кальцитоніну для додаткової втрати ваги.

## Використання не за призначенням і сірий ринок
Окрім медичного застосування, багато людей також шукають можливість придбати агоністи GLP-1 для втрати ваги з косметичними цілями, що популяризують інфлюєнсери та знаменитості. На сірому ринку в Інтернеті пропонують незареєстровані засоби, які нібито є агоністами GLP-1. Ця практика є незаконною в США, але деякі покупці звертаються до неавторизованих роздрібних торговців через те, що їм відмовляють у страховому покритті та не можуть дозволити собі брендовані ліки.     Покупці стикаються з ризиками через підроблені або неякісні ліки, які продаються неавторизованими продавцями. 

## Історія
У 1980-х роках Жан-П’єр Рауфман з Національного інституту охорони здоров’я досліджував ящерицю Жилатє, оскільки йому було цікаво дізнатися, як вона здатна їсти лише один або два рази на рік.  Він виявив, що отрута цієї ящериці містить біологічно активні молекули, які провокують запалення підшлункової залози у піддослідних тварин.  
У 1992 році, дізнавшись про відкриття Рауфмана, Джон Енг з Медичного центру Адміністрації ветеранів у Нью-Йорку використав техніку радіоімунного аналізу, якій він навчився від Нобелівської лауреатки Розалін Сассман Ялоу, щоб виділити нову речовину з отрути ящериці.   Нова речовина, яку Енг назвав ексендин-4, була подібна до GLP-1 тим, що вона знижувала рівень глюкози в крові у мишей з діабетом, але ексендин-4 мав набагато довший період напіврозпаду, ніж GLP-1, чий надзвичайно короткий період напіввиведення мав робив неможливими попередні спроби перетворити його на лікарський засіб. 
Виявилося, що роботодавець Енга, Міністерство у справах ветеранів США, не зацікавлене в отриманні патенту на лікарський засіб на основі ексендіну-4, тому Енг сам подав заявку на патент у 1993 році. Потім він витратив три роки на пошук партнера з фармацевтичної промисловості, зацікавленого в комерціалізації ексендіну-4.   У 1996 році Amylin Pharmaceuticals отримала ліцензію на патент Енга та створила синтетичну версію ексендіну-4 під назвою ексенатид.   У 2002 році компанія Eli Lilly уклала альянс з Amylin для подальшої розробки ексенатиду та отримання офіційного дозволу на продаж препарату.  Схвалення ексенатиду в 2005 році Управлінням з продовольства і медикаментів США  стало знаковою подією, яка довела, що вплив на рецептор GLP-1 є життєздатною стратегією, і надихнула інші фармацевтичні компанії зосередити свої дослідження та розробки на цьому рецепторі.  
Через тридцять років фармацевтична промисловість завершила своє коло з середини 1990-х років, коли Енг відвідував одну конференцію за одною, щоб представити свій плакат про ексендин-4, і постійно відчував пригнічувальну відсутність інтересу. У червні 2024 року на конференції Американської діабетичної асоціації в Орландо, штат Флорида, були представлені принаймні 27 агоністів рецепторів GLP-1, які розроблялися на той момент.  До липня 2024 року семаглутид від Novo Nordisk і тирзепатид від Eli Lilly були визнані одними з найпопулярніших і прибуткових препаратів у світі.  Успішне впровадження семаглутиду компанією Novo Nordisk перетворило її на найдорожчу компанію в Європі у 2024 році.  Її ринкова капіталізація в розмірі 570 мільярдів доларів США була більшою, ніж уся економіка її рідної країни Данії, її податок на прибуток у 2023 році склав 2,3 мільярда доларів США, що зробило її найбільшим платником податків у країні, а її швидке зростання склало майже все зростання економіки Данії.  На жовтень 2024 року тирзепатид перетворив Eli Lilly на найдорожчу фармацевтичну компанію в світі з ринковою капіталізацією в 842 мільярди доларів, що є найвищою оцінкою, коли-небудь досягнутою фармацевтичною компанією на сьогоднішній день, за якою йде лише Novo Nordisk. 
Протягом 2024 року кілька фінансових аналітиків підрахували, що до 2030-х років агоністи рецепторів GLP-1 можуть приносити понад 100 мільярдів доларів щорічного доходу, відрізняючись лише точним числом і роком, коли це буде досягнуто: GlobalData, 125 мільярдів доларів до 2033 року;  Оппенгеймер, 100 мільярдів доларів до 2034 року;  Goldman Sachs, 100 мільярдів доларів до 2030 року;  BMO Capital Markets, 150 мільярдів доларів до 2033 року;  і Leerink Partners, 158 мільярдів доларів до 2032 року.  Перспектива такого величезного потенційного ринку змусила десятки інших фармацевтичних компаній розпочати розробку нових ліків того ж класу.  